# Yamaguchi Shizue

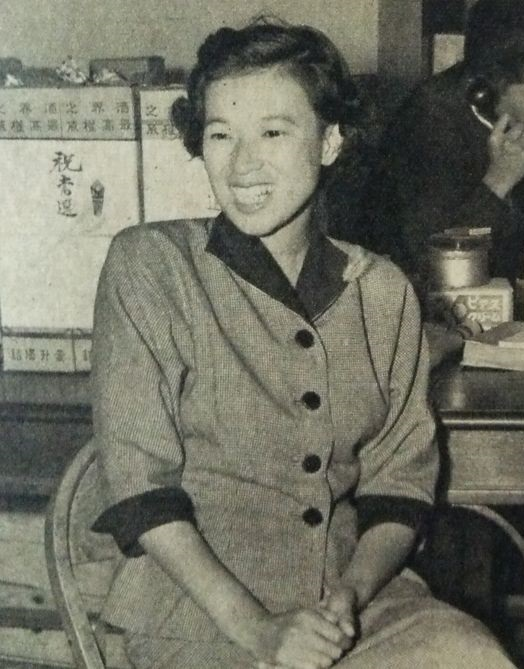
Shizue Yamaguchi, 1952

Yamaguchi Shizue (japanisch 山口 シヅエ, auch: 山口 静江; geboren 31. Oktober 1917 in Nihombashi, Stadtbezirk Chūō, Präfektur Tokio; gestorben 3. April 2012) war eine japanische Politikerin und eine der ersten Frauen, die als Abgeordnete ins Unterhaus gewählt wurden.

## Leben und Wirken
Shizue wurde 1917 als älteste Tochter von Shigehiko Yamaguchi, der einen Fahrradladen besaß und später Politiker und Abgeordneter des Sangiin war, in Kodenma in Nihombashi geboren. Shizue besuchte die 7. Mädchenoberschule Tokio (heute: Komagawa-Oberschule), die sie 1937 abschloss. Danach arbeitete sie als Assistentin im Familienunternehmen mit.
Da ihr jüngerer Bruder im Krieg gefallen war, entschied sich Shizue aus pazifizischer Überzeugung heraus bei den ersten landesweiten Unterhauswahlen nach dem Krieg zu kandidieren. Shizue war erfolgreich und zog als Abgeordnete der Sozialistischen Partei Japans in der Shūgiin-Wahl 1946 ins Unterhaus ein. Shizue wurde 1946, der ersten Wahl bei der Frauen wählen durften, und in den folgenden Wahlen wiedergewählt. Im Unterhaus setzte Shizue sich für das „Antiprostitutionsgesetz“ (売春防止法, Baishun Bōshi Hō) ein, das 1956 auch verabschiedet wurde.
Bei der 31. Unterhauswahl, der Shūgiin-Wahl 1963 kam es in der Sozialistischen Partei zu innerparteilichen Auseinandersetzungen der Faktionen und zu einer Anklage der Partei wegen Verstoßes gegen das Wahlgesetz. Die Vorwürfe gegen die Partei wurden zwar beigelegt, doch Shizue misstraute der Partei und verließ sie daraufhin. Im September 1963 trat in die Liberaldemokratische Partei ein und wurde Mitglied der Faktion von Takeo Fukuda, der 1976 Premierminister wurde. Auch bei der Shūgiin-Wahl 1969 wurde Shizue wiedergewählt. In dieser Wahl konnte der Kommunist Tetsuzō Fuwa den Sozialisten Sano Susumu besiegen. Shizue war nach der Wahl von 1970 bis 1971 als stellvertretende Ministerin für Wirtschaftsplanung (経済企画政務次官) tätig, da ihre Vorgängerin Togano Satoko verstarb. 1970 war Shizue zudem als Commissioner des „Alljapanische Frauen-Kampfsportverbandes“ (全日本女子格闘技連盟) tätig. Bei den folgenden Wahlen 1972 verlor sie für eine Amtsperiode ihren Sitz im Unterhaus, wurde jedoch in den folgenden Jahren wieder gewählt und war bis 1980 als Parlamentarierin tätig. 1980 war sie die erste Frau die mit der United Nations Peace Medal ausgezeichnet wurde. Drei Jahre später ging sie in Rente und verabschiedete sich von der Politik. 1987 wurde sie mit dem Orden der Edlen Krone (1. Verdienstklasse) geehrt.
Shizue starb 2012 im Alter von 94 Jahren an Nierenversagen.